# Galactane
Galactane, auch Galaktane, sind eine Gruppe verzweigter wasserlöslicher Oligo- oder Polysaccharide, die zu den Hemicellulosen gehören und hauptsächlich aus D-Galactose oder 3,6-Anhydro-L-galactose bestehen. Einige Galactane sind Homoglycane, die meisten jedoch Heteroglycane. Analog dazu besteht die Stoffgruppe der Fructane aus Fructose-Monomeren und die Glucane aus Glucose-Monomeren.

## Struktur
Die Galactane besitzen meist eine lineare Hauptkette aus meist (1→4)-ɑ- oder (1→3)-β-glycosidisch gebundener D-Galactose oder 3,6-Anhydro-L-galactose; die Seitenketten unterscheiden sich je nach Herkunft. Sie enthalten neutrale Monosaccharide wie L-Arabinose, D-Galactose oder L-Rhamnose, aber auch Uronsäuren wie D-Glucuronsäure oder D-Galacturonsäure; es kommen auch sulfatierte Monomere vor.

## Vorkommen und Verwendung
Vertreter der Stoffgruppe der Galactane sind Agar, Carrageen, Furcellaran, Traganth und viele weitere Polyosen, z. B. aus Lärchenholz. Galactane von Akazien sind hauptsächlich (1→4)-ɑ-glycosidisch, solche von Anogeissus latifolia aus der Familie der Flügelsamengewächse aber hauptsächlich (1→6)-ɑ-glycosidisch gebunden.
Sie kommen als Strukturkomponente zusammen mit Pectinen und Arabanen in den Zellwänden vieler Pflanzen wie Lupinen (Lupinus), Zuckerrüben (Beta vulgaris subsp. vulgaris var. altissima), Kartoffeln (Solanum tuberosum) und Knoblauch (Allium sativum), bestimmter Rotalgen-Gattungen – wo sie bis zu 40 % des Trockengewichts der Algen ausmachen – und in der Zellwand von Mycobakterien vor.
Agar (E 406), Carrageen (E 407) und Traganth (E 413) besitzen Bedeutung als Lebensmittelzusatzstoffe; sie werden vorwiegend als Füllstoff, Geliermittel und Verdickungsmittel eingesetzt.